# Newnhamia
Newnhamia é um género de crustáceo da família Notodromadidae.
Este género contém as seguintes espécies:
- Newnhamia fuscata
- Newnhamia insolita